# Coccoloba nicaraguensis
Coccoloba nicaraguensis Standl. & L.O.Williams – gatunek rośliny z rodziny rdestowatych (Polygonaceae Juss.). Występuje naturalnie w Nikaragui. 

## Morfologia
PokrójWiecznie zielone drzewo lub krzew. Dorasta do 6 m wysokości.
LiścieIch blaszka liściowa jest nieco skórzasta i ma kształt od podłużnie lancetowatego do eliptycznie lancetowatego. Mierzy 5,5–11,5 cm długości oraz 2,5–5 cm szerokości, o nasadzie od ostrokątnej do rozwartej i spiczastym wierzchołku. Ogonek liściowy jest owłosiony i osiąga 6–8 mm długości. Gatka jest prawie ucięta i dorasta do 8 mm długości.

## Biologia i ekologia
Rośnie w lasach. Występuje na wysokości od 1000 do 1400 m n.p.m. Kwitnie w czerwcu.